# Verrucosa meta
Verrucosa meta Lise, Kesster & Silva, 2015 è un ragno appartenente alla famiglia Araneidae.

## Etimologia
Il nome della specie deriva dal dipartimento colombiano di rinvenimento degli esemplari: il dipartimento di Meta.

## Caratteristiche
L'olotipo femminile rinvenuto ha lunghezza totale è di 8,50mm; la lunghezza del cefalotorace è di 3,00mm; e la larghezza è di 2,80mm.

## Distribuzione
La specie è stata reperita nella Colombia centrale: l'olotipo femminile è stato rinvenuto nella località di Lomalinda, nel comune di Puerto Lleras, appartenente al dipartimento di Meta.

## Tassonomia
Al 2015 non sono note sottospecie e non sono stati esaminati nuovi esemplari.